# Filippo Tirabassi
Filippo Tirabassi (* 1990 in Rom, Latium) ist ein italienischer Schauspieler.

## Leben
Tirabassi wurde 1990 in Rom geboren. 2009 schloss er ein Schauspielstudium an der London Academy of Media, Film and Television ab, 2013 beendete er ein Schauspielstudium an der Centro Sperimentale di Cinematografia. Erste Erfahrungen als Schauspieler sammelte er in Bühnenstücken der Regisseure Poggi und Gagnarli. 2014 feierte er im Kurzfilm I sordidi sein Filmdebüt. Zwei Jahre später erhielt er eine Rolle im Film Assolo und wirkte außerdem als Episodendarsteller in einer Episode der Fernsehserie Don Matteo mit. Größere Filmrollen hatte er 2018 in Aldo Moro il professore und Kiffer vs. Killer Mosquitos inne. Im selben Jahr wirkte er in zehn Episoden der Fernsehserie Tutto può succedere mit und verkörperte die Rolle des Ettore in insgesamt 12 Episoden der Fernsehserie Come Quando Fuori Piove im selben Jahr.

## Filmografie (Auswahl)
- 2014: I sordidi (Kurzfilm)
- 2016: Assolo
- 2016: Don Matteo (Fernsehserie, Episode 10x06)
- 2018: La linea verticale (Fernsehserie, Episode 1x02)
- 2018: Aldo Moro il professore (Fernsehfilm)
- 2018: Kiffer vs. Killer Mosquitos (Tafanos)
- 2018: Tutto può succedere (Fernsehserie, 10 Episoden)
- 2018: Come Quando Fuori Piove (Fernsehserie, 12 Episoden)
- 2019: Il grande salto
- 2020: Mister H (Kurzfilm)
- 2020: Lo strumento della fama (Kurzfilm)
- 2021: Leonardo (Fernsehserie, 2 Episoden)
- 2021: Umami. Il quinto sapore

## Theater (Auswahl)
- 2013: Coffeeshop,I quartieri dell'arte, Regie: P.Poggi
- 2014: Una storia bruttissima, Regie: Alberto Gagnarli
- 2015: Il teatrino delle meraviglie, Regie: Alberto Gagnarli